# Moncé-en-Saosnois

Moncé-en-Saosnois este o comună în departamentul Sarthe, Franța. În 2009 avea o populație de 269 de locuitori.